# 158 г. пр.н.е.
158 (сто петдесет и осма) година преди новата ера (пр.н.е.) е година от доюлианския (Помпилийски) римски календар.

## Събития

### В Римската република
- Консули са Марк Емилий Лепид и Гай Попилий Ленат (за II път).
- Ариарат V, прогонен от власт в Кападокия вследствие на въстание оглавено от Ороферн, посещава Рим, където търси помощ за връщането си на трона.[1]
- Гай Фаний Страбон e изпратен да проучи и изготви доклад относно оплакванията на илирийски крайбрежни градове от набези на далматите.[1]

### В Азия
- След смъртта на Евмен II, Атал II остава единствен цар на Пергам.[2][notes 1]

## Родени
- Публий Рутилий Руф, римски политик (умрял 78 г. пр.н.е.)
- Семпроний Аселион, римски историк (умрял 91 г. пр.н.е.)

## Починали
- Евмен II, цар на Пергам (197 – 159 пр.н.е.) от династията на Аталидите (роден ок. 221 г. пр.н.е.)

Бележки:
1. ↑  В „A Chronology of the Roman Empire“ смъртта на Евмен е поставена в 159 г. пр.н.е.